# إتش أوين ريد
إتش أوين ريد (بالإنجليزية: H. Owen Reed)‏ هو موزع وكاتب ومؤلف وملحن أمريكي، ولد في 17 يونيو 1910 في أوديسا في الولايات المتحدة، وتوفي في 6 يناير 2014 في أثينا في الولايات المتحدة.

## وصلات خارجية
- الموقع الرسمي
- إتش أوين ريد على موقع ميوزك برينز (الإنجليزية)
- إتش أوين ريد على موقع أول ميوزيك (الإنجليزية)
- إتش أوين ريد على موقع ديسكوغز (الإنجليزية)